# Kolla raja
Kolla raja är en insektsart som beskrevs av William Lucas Distant 1918. Kolla raja ingår i släktet Kolla och familjen dvärgstritar. Inga underarter finns listade i Catalogue of Life.